# Coelotes pedodentalis
Coelotes pedodentalis är en spindelart som beskrevs av Zhang et al. 2006. Coelotes pedodentalis ingår i släktet Coelotes och familjen mörkerspindlar. Inga underarter finns listade i Catalogue of Life.